# Петър Марков
 Тази статия е за българския генерал.  За политика вижте Петър Марков (политик).  
Петър Радушков Марков е български офицер (генерал от кавалерията), командир на Лейбгвардейския конен полк (1886 – 1908), инспектор на конницата (май 1908 – април 1910) и дълги години генерал-адютант на цар Фердинанд. Пълномощен министър на България в Берлин в началото на Първата световна война (1914 – 1915).

## Биография
Петър Марков е роден на 7 септември 1859 г. в Шумен. През 1880 г. завършва Военното училище в София, на 30 август е произведен в чин подпоручик, на 30 август 1883 г. е произведен в чин поручик, а на 30 август 1885 г. в чин капитан. Като поручик в личния княжески конвой през 1883 година е командирован за обучение в Офицерската кавалерийска школа в Санкт-Петербург, която завършва през 1884 година. Служи в конвоя на Царя и във 2-ри конен полк. От 2 ноември 1885 г. е командир на 2-ри ескадрон от 2-ри конен полк.
В периода 1886 – 1908 е командир на Лейбгвардейския конен полк. През 1889 г. е произведен в чин майор, през 1893 в чин подполковник, през 1898 в чин полковник, а през 1904 г. в чин генерал-майор. Бил генерал-адютант (флигел-адютант) на цар Фердинанд, а също така и пълномощен министър в Берлин. На 17 септември 1913 г. е произведен в чин генерал-лейтенант.
На 27 ноември 1918 г. е произведен в чин генерал от кавалерията и преминава в запаса. На 5 август 1920 г. преминава в опълчението.

## Военни звания
- Подпоручик (30 август 1880)
- Поручик (30 август 1883)
- Капитан (30 август 1885)
- Майор (1889)
- Подполковник (1893)
- Полковник (1898)
- Генерал-майор (1904)
- Генерал-лейтенант (17 септември 1913)
- Генерал от кавалерията (27 ноември 1918)